# Henry Percy (7e duc de Northumberland)
Henry George Percy (29 mai 1846 – 14 mai 1918) est un homme politique britannique conservateur. Il est Trésorier de la couronne sous Benjamin Disraeli entre 1874 et 1875, et président de l'Union Nationale des Conservateurs et Constitutionnels de 1879 à 1883.

## Famille
Il est le fils aîné d'Algernon Percy (6e duc de Northumberland) et de sa femme, Louisa, fille de Henry Drummond. Lord Algernon Percy est son frère cadet. Il est connu sous le titre de courtoisie de Lord Lovaine lorsque son grand-père devient duc de Northumberland en 1865 et, en tant que comte Percy, lorsque son père devient duc en 1867.

## Carrière politique
Percy est élu au parlement pour le comté de Northumberland Nord en 1868. En 1874, il est admis au Conseil Privé et nommé Trésorier de la couronne dans le gouvernement de Benjamin Disraeli, poste qu'il occupe jusqu'en 1875. De 1879 à 1883, il est président de l'Union Nationale des Conservateurs et Constitutionnels. La circonscription de Northumberland Nord est supprimée en 1885 et Percy n'est pas élu dans une autre circonscription. Deux ans plus tard, il est appelé à la Chambre des lords par le biais d'un acte de l'accélération de la baronnie de Lovaine.
Percy devient duc en 1899, à la mort de son père et est fait chevalier de la Jarretière de la même année. Plus tard, il sert en tant que Lord Lieutenant du Northumberland de 1904 jusqu'à sa mort en 1918 et est Lord grand intendant du roi George V. Lord du couronnement en 1911, il porte la Couronne de saint Édouard. Il est président du conseil des gouverneurs de l'Université de Durham College of Science (à Newcastle) en 1902, et à partir de 1913, il sert également en tant que deuxième Chancelier de l'Université de Durham.
Il est président de l'association agricole de Guildford à partir de 1902.

## Mariage et descendance
Il épouse Edith Campbell, fille de George Campbell (8e duc d'Argyll), le 23 décembre 1868. Ils ont 13 enfants:
- Louisa Elizabeth Percy (7 novembre 1869 – 29 novembre 1893), célibataire.
- Edith Eleanor Percy (7 novembre 1869 – 2 avril 1937), célibataire.
- Henry Percy, comte Percy (21 janvier 1871 – 30 décembre 1909), célibataire.
- Margaret Percy (30 août 1873 – 29 janvier 1934), célibataire.
- Victoria Alexandra Percy (12 février 1875 – 18 janvier 1958), épouse de Robert Tidmarsh.
- Josceline Percy (26 janvier 1876 – 31 janvier 1898), célibataire.
- Ralph William Percy (9 mars 1877 – 28 mars 1889), est décédé dans l'enfance.
- Mary Percy (30 août 1878 – 18 mars 1965). Mariée à Aymer Edward Maxwell et est la mère de l'auteur et naturaliste Gavin Maxwell[5].
- Alan Percy (8e duc de Northumberland) (17 avril 1880 – 23 août 1930).
- William Richard Percy (17 mai 1882 – 8 février 1963), marié à Marie Swinton, fille du capitaine George Sitwell Campbell Swinton.
- James Percy (6 janvier 1885 – 20 mai 1903), mort célibataire.
- Eustace Percy (21 mars 1887 – 3 avril 1958).
- Muriel Evelyn Nora Percy (14 juillet 1890 – 23 novembre 1956), célibataire.

La duchesse de Northumberland est décédé en juillet 1913, à 63 ans. Son mari est mort en mai 1918, à l'âge de 71 ans.